# Chrysophyllum capuronii
Chrysophyllum capuronii är en tvåhjärtbladig växtart som beskrevs av George Edward Schatz och Laurent Gautier. Chrysophyllum capuronii ingår i släktet Chrysophyllum och familjen Sapotaceae.
Artens utbredningsområde är Madagaskar. Inga underarter finns listade i Catalogue of Life.